# غاريقون قصير
غاريقون قصير (الاسم العلمي: Agaricus brevipes) هو نوع من الفطريات يتبع جنس الغاريقون من فصيلة الغاريقونية.